# Kurt Goepel
Kurt Goepel, auch Kurt Göpel (* 2. Februar 1901 in Berlin; † 5. Juli 1966 in Wiesbaden) war ein deutscher Wissenschaftsfunktionär im DAAD in der Weimarer Republik und in der Zeit des Nationalsozialismus.
Goepel besuchte das Lessing-Gymnasium in Berlin und studierte Staatswissenschaften in Berlin und Gießen, wo er promovierte. Seit 1919 gehörte er der Landsmannschaft (bzw. seit 1924) Berliner Burschenschaft Normannia an. Er befasste sich u. a. mit den Heimkehrlagern der deutschen Vertriebenen (bis 1923) aus den 1919 an Polen abgetretenen Gebieten. Er wurde 1926 zunächst im Außenministerium angestellt, im Dezember des Jahres zum Mitarbeiter und endlich Geschäftsführer der Alexander-von-Humboldt-Stiftung sowie Mitarbeiter des DAAD. Er betreute viele Studenten aus verschiedenen Nationen, darunter den Franzosen Pierre Bertaux und den Kroaten Mladen Lorković. Sein Gehalt brachten die Deutsche Kommission für geistige Zusammenarbeit und das Außenministerium unter Gustav Stresemann auf, das an einer internationalen wissenschaftlichen Verflechtung interessiert war. Außerdem war Goepel Vorsitzender der Zentralstelle für studentische Völkerbundsarbeit in Deutschland, dem deutschen Zweig der International University League in Brüssel. Durch die deutsche Mitarbeit sollte die Isolation unter den Mächten mit überwunden werden. Endlich war er einer der führenden Funktionäre der studentischen Hochschulgruppen der DVP und bewunderte den Vorsitzenden Stresemann sehr. 1928 gelangte er in den Parteivorstand. Er wurde 1930 nach der Krise der DVP Mitglied der eher linksliberalen Deutschen Staatspartei. Gedanklich bewegte er sich in den Bahnen der Jugendbewegung, der modernen Zivilisations- und Staatskritik sowie dem Glauben an eine Elite als Erneuerer der Kultur nach dem Ersten Weltkrieg. 
Mit dem Machtwechsel 1933 schied Goepel im April kurz aus dem DAAD aus, blieb aber im Außenministerium. Schließlich wurde er Mitarbeiter der Deutschen Kommission unter dem Leiter des DAAD-Geschäftsführers Adolf Morsbach. Dort organisierte er den deutschen Beitrag zur Internationalen Museumskonferenz 1934 in Madrid. Als Morsbach im Sommer 1934 aus dem Amt entfernt worden war, übernahm Goepel wieder eine Referentenstelle, nachdem er sich durch einen Aufsatz zur völkischen Kulturpolitik empfohlen hatte. Am 4. November 1937 beantragte er die Aufnahme in die NSDAP und wurde rückwirkend zum 1. Mai desselben Jahres aufgenommen (Mitgliedsnummer 5.386.212). Auch wurde er wieder Geschäftsführer der Humboldt-Stiftung bis 1945. Über die ausländischen Kulturbeziehungen gerieten verschiedene Ämter miteinander in Streit, die zerbombte Geschäftsstelle in Berlin wurde nach Salzburg verlagert. 
Von dort floh Goepel 1945 nach Berchtesgaden, wo er Landarbeiter wurde. 1948 wurde er als Mitläufer entnazifiziert und zog mit seiner Frau nach Wiesbaden, wo beide ein Textilgeschäft mit großem Erfolg betrieben. Beim Wiederaufbau von DAAD und Alexander-von-Humboldt-Stiftung wurde Goepel als Berater in Bonn herangezogen, aber nicht wieder eingestellt.

## Schriften
- Schriftleiter der Zeitschrift des DAAD Hochschule und Ausland. Monatsschrift für Wissenschaft und kulturelles Leben, 1930 bis 1945 (Artikel, Rezensionen)
- Die Flüchtlingsbewegung aus den infolge des Versailler Vertrags abgetretenen Gebieten Posens und Westpreußens und ihre Bedeutung für die deutsche Volkswirtschaft , Dissertation Gießen 1924